# County Dublin
County Dublin (irsk: Contae Bhaile Átha Cliath) er et county i Republikken Irland, hvor det ligger i provinsen Leinster.
County Dublin omfatter et areal på 921 km² med en samlet befolkning på 1.186.821 (2006). 
Det administrative county-center ligger i byen Dublin.